# Großer Eisenberg
Der Große Eisenberg ist ein 907,4 m ü. NHN hoher Berg im Thüringer Wald (Stadt Suhl), unweit des Rennsteiges.
Seinen Namen erhielt der Berg von den Eisenerzvorkommen, die in der Vergangenheit abgebaut und im nahe gelegenen Schmiedefeld am Rennsteig verarbeitet wurden. Mit Erz aus dem Großen Eisenberg wurde auch das Hüttenwerk Neuwerk bei Schmiedefeld beliefert.
Der Große Eisenberg ist der fünfthöchste eigenständige Gipfel des Thüringer Waldes, obgleich er zwischen Finsterberg (944 m), Adlersberg-Massiv (849–891 m) und Schneekopf (978 m) eher unspektakulär wirkt.
Nordöstlich geht der Eisenberg in den Großen Finsterberg (944,1 m) über, südwestlich trennt ihn sein Nebengipfel Salzberg (866 m) vom Adlersberg-Massiv, wo sich Neuhäuser Hügel (891 m, südsüdwest) und Großer Erleshügel (839 m, westsüdwest) anschließen. Der Goldlauterberg, der sich nordwestlich anschließt, ist hingegen bereits ein Schneekopf-Vorbote.

## Bilder

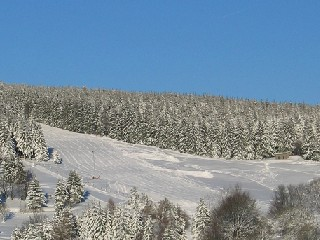
Skihang am Eisenberg
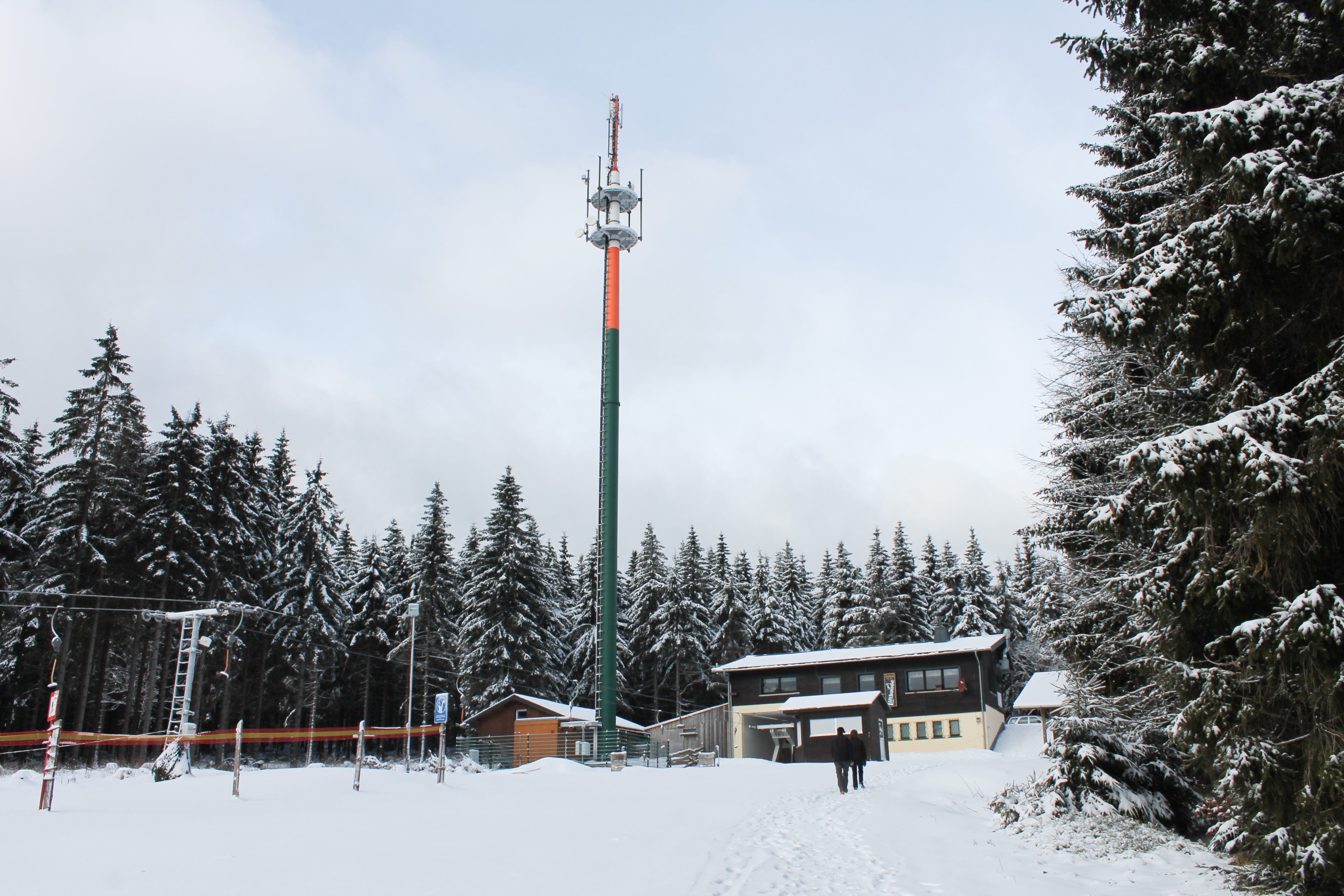
Liftbaude oberhalb des Skihangs
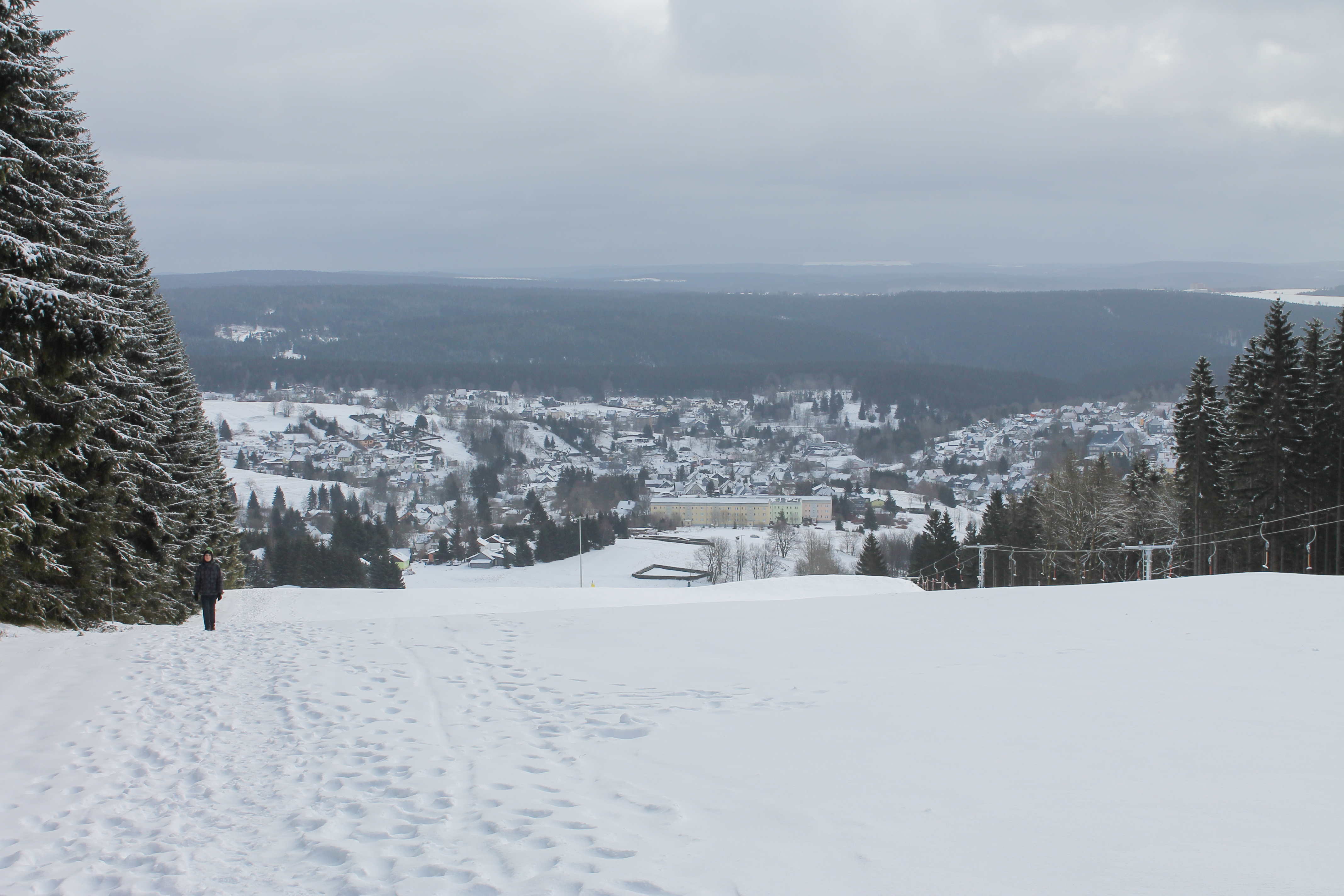
Aussicht vom Lifthang auf Schmiedefeld